# Icosium
Icosium is een kevergeslacht uit de familie van de boktorren (Cerambycidae). De wetenschappelijke naam van het geslacht werd voor het eerst geldig gepubliceerd in 1854 door Lucas.

## Soorten
Icosium is monotypisch en omvat slechts de volgende soort:
- Icosium tomentosum Lucas, 1854